# Brachycnemina
Brachycnemina Haddon & Shackleton, 1891 è un sottordine di esacoralli dell'ordine Zoantharia.

## Descrizione
Il carattere distintivo degli zoantari di questo raggruppamento è la presenza di un quinto paio di mesenteri incompleto.
Il sottordine comprende specie per la maggior parte coloniali, ma anche alcune specie solitarie, che, ad eccezione della famiglia Zoanthidae, presentano pareti profondamente incrostate di sabbia o altri detriti.  Tali incrostazioni possono coinvolgere tanto l'ectoderma quanto la mesoglea e possono arrivare a costituire sino al 45% del peso dei polipi.

## Biologia
La maggior parte delle specie del sottordine ospita nel proprio endoderma zooxantelle endosimbionti del genere Symbiodinium; esistono comunque anche alcune specie azooxantellate (p.es Sphenopus spp.).

## Distribuzione e habitat
Questi antozoi popolano le barriere coralline delle acque tropicali e subtropicali sia dell'oceano Atlantico che dell'Indo-Pacifico.

## Tassonomia
Il sottordine comprende le seguenti famiglie:
- Neozoanthidae Herberts, 1972
- Sphenopidae Hertwig, 1882
- Zoanthidae Rafinesque, 1815

### Alcune specie

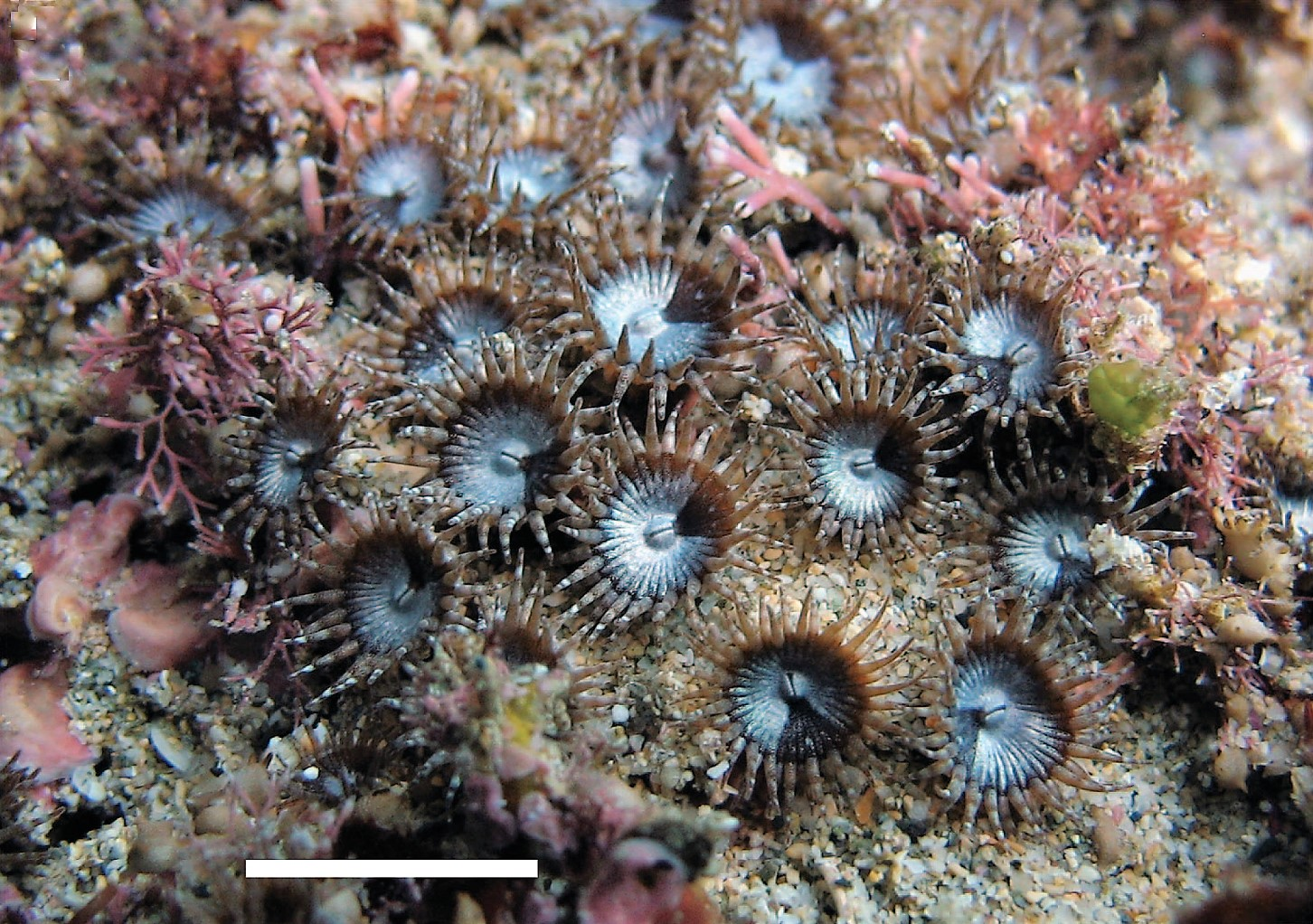
Neozoanthus uchina (Neozoanthidae)
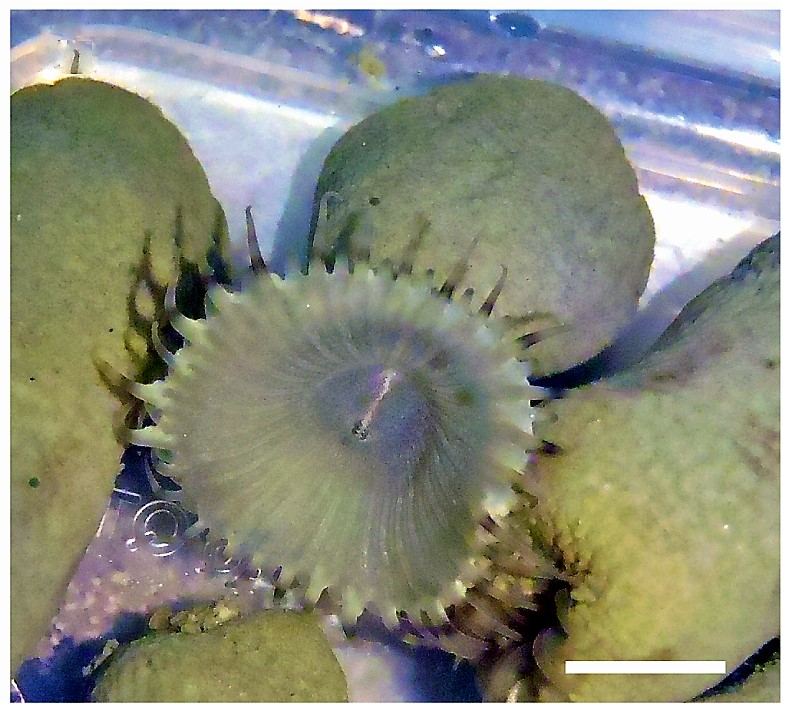
Sphenopus marsupialis (Sphenopidae)
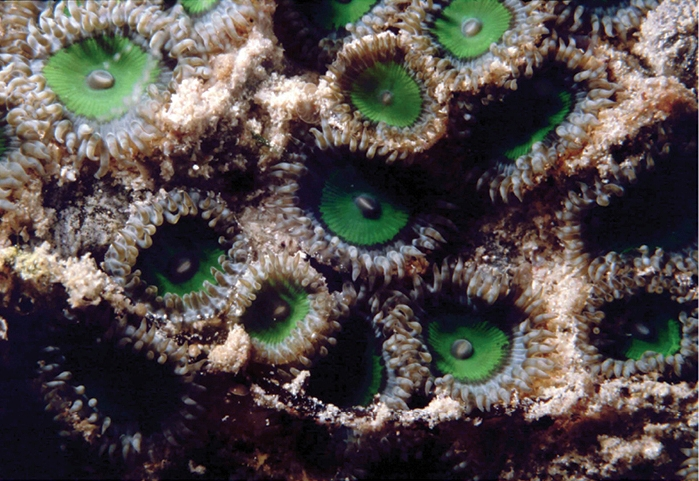
Zoanthus sansibaricus (Zoanthidae)